# Nikon D3200
La Nikon D3200 es una cámara réflex digital de formato DX DSLR Nikon F-mount con 24,2 megapíxeles lanzada oficialmente por la empresa Nikon el 19 de abril de 2012. Se comercializa como una cámara réflex DSLR destinada para el segmento de principiantes y aficionados experimentados que están listos para el uso de unas especificaciones y rendimiento más avanzados y mayores que los de las cámaras convencionales. De esta forma la cámara integra numerosos modos de guía y tutoriales.
Es la sustituta natural, dentro de la gama de entrada, de la Nikon D3100, a pesar de que algunos aspectos y su calidad de imagen se puedan comparar a la de las réflex digitales para profesionales.
En enero de 2014 la empresa Nikon anunció que su sucesora, la Nikon D3300, lanzada al mercado ese mismo mes, contaría con un procesador de imagen EXPEED 4, una capacidad de 5 imágenes por segundo y la posibilidad de realizar panorámicas. Al igual que la Nikon D5300, el cuerpo de la cámara contó con un polímero reforzado con fibra de carbono (Carbon-fiber-reinforced polymer).

## Características
Entre otras características se puede destacar:
- Grabación de vídeo a 1080p Full HD
- Procesador de vídeo Nikon EXPEED 3
- Corrección automática cromática
- Soporte opcional para GPS y red Wi-Fi[5]
- Resolución de 24 Megapíxeles

#### Sensor de la sony nex 7?
Nikon generalmente, utiliza sensores fabricados por Sony, Nikon presuntamente los "mejora" obtenido mayor sensibilidad, rango dinámico y calidad. En este caso fue el de la sony nex 7 un sensor que también fue utilizado en la sony a6000, también este mismo dentro de Nikon se utilizó para la gama 5200 dentro de la gama d3000 se utilizó hasta la Nikon d3500.